# Zamira Amirova
Zamira Amirova (née le 11 juin 1979) est une athlète ouzbèke spécialiste du 800 mètres.

## Carrière

### Palmarès
| Année | Compétition                  | Lieu    | Résultat | Épreuve   | Performance   |
| ----- | ---------------------------- | ------- | -------- | --------- | ------------- |
| 2002  | Championnats d’Asie          | Colombo | 2e       | 400 m     | 53 s 87       |
| 2002  | Championnats d’Asie          | Colombo | 3e       | 800 m     | 2 min 04 s 48 |
| 2002  | Coupe du monde               | Madrid  | 9e       | 4 x 400 m | 3 min 37 s 18 |
| 2002  | Jeux asiatiques              | Busan   | 3e       | 800 m     | 2 min 05 s 05 |
| 2003  | Championnats d’Asie          | Manille | 3e       | 800 m     | 2 min 02 s 84 |
| 2005  | Championnats d’Asie          | Incheon | 3e       | 800 m     | 2 min 04 s 22 |
| 2006  | Championnats d’Asie en salle | Pattaya | 1re      | 800 m     | 2 min 07 s 01 |
| 2006  | Jeux asiatiques              | Doha    | 3e       | 800 m     | 2 min 03 s 56 |

### Records
| Épreuve    | Performance   | Lieu     | Date         |
| ---------- | ------------- | -------- | ------------ |
| 400 mètres | 52 s 14       | Bichkek  | 15 juin 2002 |
| 800 mètres | 2 min 02 s 30 | Tachkent | 7 juin 2002  |

| Épreuve    | Performance   | Lieu    | Date            |
| ---------- | ------------- | ------- | --------------- |
| 400 mètres | 58 s 16       | Téhéran | 7 février 2004  |
| 800 mètres | 2 min 07 s 01 | Pattaya | 10 février 2006 |